# Björn Afzelius bästa
Björn Afzelius bästa är ett postumt samlingsalbum av den svenske musikern Björn Afzelius, släppt 2005 som ett dubbelalbum, med två tidigare outgivna låtar på CD.

## Låtlista

### CD 1
1. Tusen bitar - 4:37
2. Till min kära - 4:39
3. Älska mig nu - 3:23
4. Isabelle - 4:06
5. Tankar i Havanna - 7:14
6. Fröken Julie - 3:42
7. Som en duva - 3:54
8. Sång till friheten - 4:06
9. Dockhemmet - 3:33
10. Elsinore - 5:24
11. Man kan inte äga varann - 4:02
12. Tvivlaren - 3:45
13. Så vill jag bli - 5:35
14. Född fri - 6:33
15. En kungens man - 4:12
16. Natt i Ligurien - 3:29
17. Ljuset (Tidigare ej utgiven på CD) - 4:51

### CD 2
1. Juanita - 5:08
2. D.S.B. Blues - 3:49
3. Bella Donna - 6:06
4. Ikaros - 3:34
5. Brukshotellet - 5:29
6. Nattlig visit (Tidigare ej utgiven på CD) - 3:55
7. Rebecca - 5:42
8. En natt i Santiago - 4:36
9. Tankar vid 50 - 4:16
10. Måne över Corsica - 6:58
11. Odyssevs - 3:39
12. Farväl till släkt och vänner - 2:43
13. Drottningen av Vence - 5:29
14. Två ljus - 4:16
15. Landet bortom bergen - 6:43